# National Invitation Tournament 1995
Il National Invitation Tournament 1995 è stata la 58ª edizione del torneo. La final four è stata giocata al Madison Square Garden di New York. Ha vinto il titolo la Virginia Polytechnic Institute and State University, allenata da Bill Foster. Miglior giocatore del torneo è stato eletto Shawn Smith.
| Campione NIT 1995              |
| ------------------------------ |
| Virginia Tech Hokies 1º titolo |

## Squadra vincitrice
|  | Naz.                   | Ruolo | Sportivo         |  | Alt. |  |  |
|  | ---------------------- | ----- | ---------------- |  | ---- |  |  |
|  | Stati Uniti (bandiera) | A     | Ace Custis       |  | 201  |  |  |
|  | Stati Uniti (bandiera) | G     | Shawn Good       |  | 191  |  |  |
|  | Stati Uniti (bandiera) | G     | Myron Guillory   |  |      |  |  |
|  | Stati Uniti (bandiera) | G     | David Jackson    |  | 196  |  |  |
|  | Stati Uniti (bandiera) | C     | Travis Jackson   |  | 203  |  |  |
|  | Stati Uniti (bandiera) | G     | Kelly Mann       |  | 191  |  |  |
|  | Stati Uniti (bandiera) | C     | Brandon Price    |  | 206  |  |  |
|  | Stati Uniti (bandiera) | A     | Shawn Smith      |  | 198  |  |  |
|  | Stati Uniti (bandiera) | G     | Damon Watlington |  | 188  |  |  |

- Allenatore: Bill Foster